# Centro Robert Walser
Il Centro Robert Walser, fondato nel 2009 a Berna, raccoglie scritti di e su Robert Walser, tra i maggiori scrittori svizzero-tedeschi del Novecento elvetico. Il Centro  si propone  di diffondere l'opera del poeta di Biel e costituisce un fondamentale punto di riferimento per gli studiosi dell'autore. 

## Storia
Nel 1973, su iniziativa dell’avvocato Elio Fröhlich, che aveva creato nel 1965 la Fondazione Carl Seelig (Carl Seelig-Stiftung), fu istituito a Zurigo il Robert Waler-Archiv che, accessibile a studiosi ed interessati, ospitava materiale walseriano di ogni genere: manoscritti, prime edizioni, opera completa, singole edizioni, letteratura critica come monografie su Walser, tesi di laurea, raccolte di saggi critici, estratti da riviste e quotidiani. Nel 2004 la Fondazione di cui sopra fu denominata Fondazione Robert-Walser e nel 2009 l’archivio di Zurigo fu trasferito a Berna, dove fu aperto il  Robert Walser-Zentrum. Quest’ultimo ospita, analogamente alla struttura zurighese ma in spazi più ampi ed attrezzati, testi di Walser e letteratura critica sulla sua opera, traduzioni, manoscritti, opere di consultazione, ecc., inoltre organizza piccole mostre, conferenze, workshop, impegnandosi alla diffusione dell’opera di Walser anche attraverso la traduzione. 
Di proprietà della Fondazione Robert Walser sono i fogli stilati da Walser in una grafia lillipuziana e denominati microgrammi, che vengono custoditi a partire dal 2009 presso l'Archivio Svizzero di Letteratura di Berna. 
Il Centro accoglie anche  il lascito di Carl Seelig così come parte dei lasciti dei fratelli di Walser, nonché degli studiosi Jochen Greven, Werner Morlang e Anne Gabrisch.  Aperto a tutti gli interessati, il Centro, diretto sin dalla sua creazione da Reto Sorg,  si configura a livello mondiale come la raccolta più completa di materiale di e su Walser. Il catalogo della biblioteca è consultabile, in tedesco   e in inglese  ,  dalla homepage del Centro  .